# Piste di atterraggio dello Space Shuttle
Tre località degli Stati Uniti d'America sono utilizzabili come piste di atterraggio dello Space Shuttle. Ogni sito è dotato di una o più piste di lunghezza sufficiente per il rallentamento di una navicella spaziale di ritorno dallo spazio. Il sito di atterraggio principale è lo Shuttle Landing Facility del Kennedy Space Center che dispone di una pista di atterraggio costruita appositamente per questo scopo. Esistono dei luoghi di atterraggio trans-oceanici nel caso si dovesse abortire (Transoceanic Abort Landing (TAL)) il lancio per un'emergenza.
Oltre al Kennedy Space Center, lo Shuttle, è atterrato solo presso la Edwards Air Force Base in California e a White Sands Space Harbor nel Nuovo Messico.
Era previsto l'atterraggio anche presso la Vandenberg Air Force Base in California, da dove sarebbero partite le missioni per conto del Dipartimento della Difesa, poi cancellate.

## Kennedy Space Center

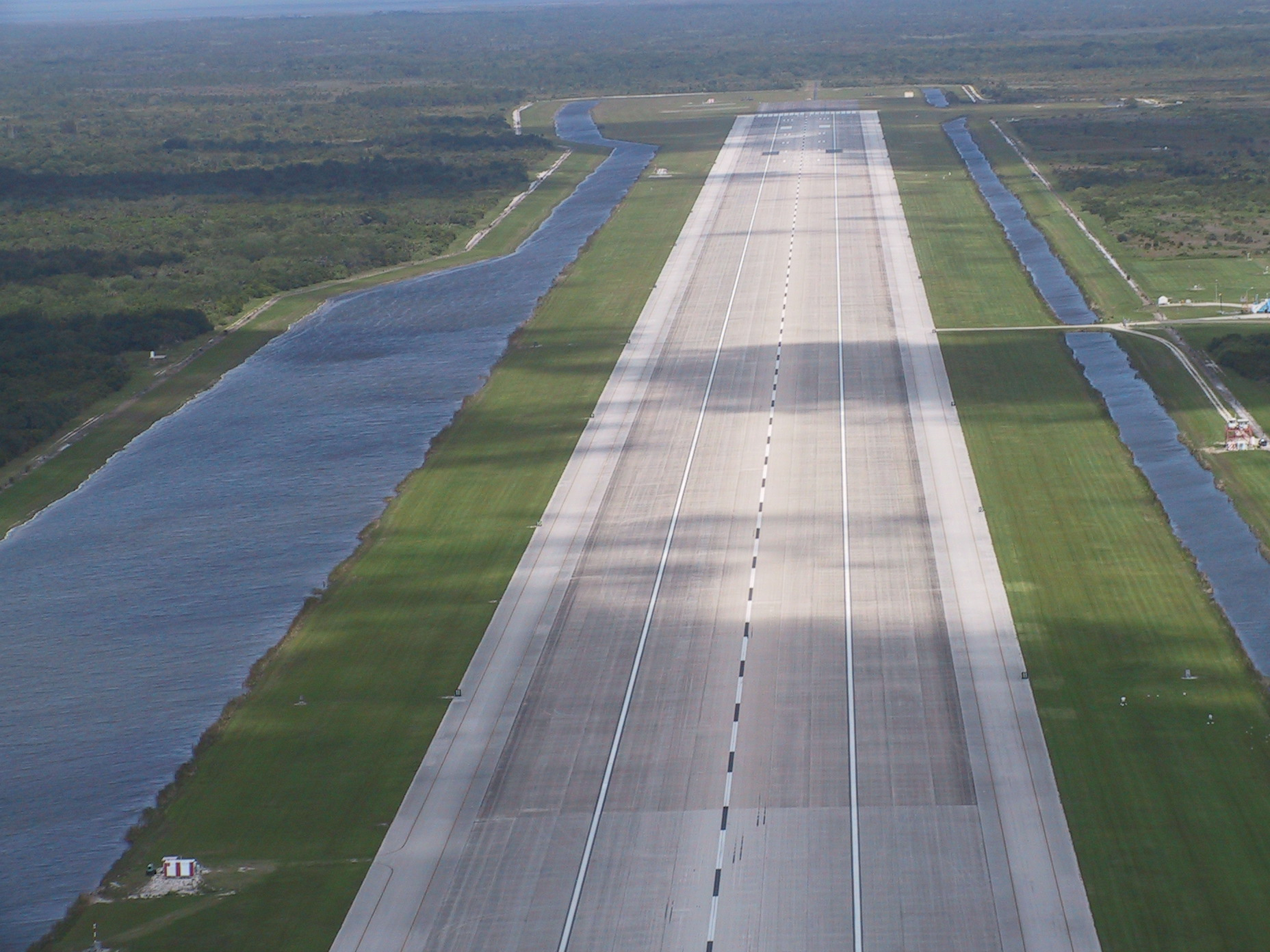
La Space Shuttle Landing Facility presso il Kennedy Space Center, Aprile 2001

La Shuttle Landing Facility (SLF) presso il Kennedy Space Center in Florida è dotata di una pista singola (15/33) lunga 4,572 m. È chiamata pista 15 o 33 a seconda della direzione di utilizzo. Il primo atterraggio presso la SLF è avvenuto per la missione STS-41-B nel 1984, gli atterraggi sono poi stati sospesi l'anno successivo dopo la missione STS-51-D che ha riportato una rottura dei freni e di una ruota.. Gli atterraggi sono stati ripresi nel 1990.
| Pista    | Materiale | Missioni atterrate |
| -------- | --------- | --- |
| Pista 15 | Cemento   | STS-41B, 51A, 51C, 39, 43, 51, 63, 71, 72, 79, 82, 86, 89, 91, 88, 96, 101, 106, 97, 102, 104, 105, 108, 121, 116, 118, 122, 123, 124, 119, 127, 130                                       |
| Pista 33 | Cemento   | STS-41G, 51D, 38, 45, 50, 46, 47, 52, 54, 56, 57, 61, 60, 62, 65, 70, 69, 73, 74, 75, 77, 78, 80, 81, 83, 84, 94, 85, 87, 90, 95, 93, 103, 99, 109, 110, 112, 113, 115, 120, 129, 131, 132 |

## Edwards Air Force Base
L'Edwards Air Force Base in California è stata il luogo dei primi atterraggi dello Space Shuttle ed è ora utilizzata come seconda scelta dopo la Shuttle Landing Facility del Kennedy Space Center. Molte piste sono realizzate su di un lago asciutto. In aggiunta sono presenti anche piste in cemento. Lo Space shuttle atterra sulle piste del lago asciutto 05/23, 15/33 e 17/35. Inoltre sono qui atterrati tutti i cinque voli dello Space Shuttle Enterprise.
| Pista                | Materiale     | Missioni atterrate |
| -------------------- | ------------- | --- |
| Pista 05             | Lago asciutto | STS-44 |
| Pista 23             | Lago asciutto | STS-1, 2, 51G, 51F, 51I, 51J, 34, 36                                                                                                   |
| Pista 15             | Lago asciutto | Enterprise ALT Free Flight #3, STS-7                                                                                                   |
| Pista 33             | Lago asciutto | STS-37 |
| Pista 17             | Lago asciutto | Enterprise ALT Free Flight #1, #2, #4, STS-9, 41C, 41D, 51B, 61A, 26, 27, 28                                                           |
| Pista 35             | Lago asciutto | (nessuna) |
| Pista 04             | Cemento       | Enterprise ALT Free Flight #5, STS-33, 64                                                                                              |
| Pista 22             | Cemento       | STS-4, 5, 6, 8, 61B, 61C, 29, 30, 32, 31, 41, 35, 40, 48, 42, 49, 53, 55, 58, 59, 68, 66, 67, 76, 92, 98, 100, 111, 114, 117, 125, 128 |
| Pista 04 (Temporary) | Asfalto       | STS-126 |

## White Sands
White Sands Space Harbor presso White Sands Test Facility nel Nuovo Messico è una delle piste di atterraggio di emergenza dello Space Shuttle..  Una missione, STS-3, è qui atterrata sulla pista 17.
| Pista    | Materiale     | Missioni atterrate |
| -------- | ------------- | ------------------ |
| Pista 17 | Lago asciutto | STS-3              |

### Atterraggi trans oceanici

#### Spagna
Base Zaragoza
Base Istres in Francia,